# 미국의 역사 (1991년~2008년)
1989년 12월 3일 몰타 회담을 통해 냉전의 종식을 선언했다. 1990년 이후 미국은 ‘냉전 이후’라는 시대가 시작되었다. 1991년은 걸프전으로 시작되었고, 연말에는 소비에트연방이 붕괴되었다. 냉전 후 미국은 중동에서의 군사 개입을 계속했다.

## 세계화와 신경제
클린턴 대통령의 임기는 국내 문제에 큰 비중을 둔 기간이었다. 1994년에서 2000년까지 6년간은 많은 비평가들이 기술을 추진력으로 한 ‘신경제’라고 부르는 것이 출현했고, 상대적으로 높은 실질생산량의 성장을 나타내었으며, 인플레이션은 낮았고 실업률은 5% 이하 수준이 되었다. 인터넷과 그와 관련된 기술은 경제에 폭넓게 침투했고 연방준비제도 의장 앨런 그린스펀이 1996년에 ‘무리한 호황’라고 표현했듯이, 월스트리트 기술을 추진력으로 하는 거품 경제를 촉발시켰다.
1991년 소련이 해체된 후, 미국은 군사력에서 세계적으로 우월한 힘을 가졌으며, 경제적인 면에서 미국의 최대의 라이벌이라고 할 수 있는 일본은 침체의 국면에 접어들어 있었다. 중국은 무역에서 미국의 강력한 경쟁자가 되어, 그 경쟁 분야를 넓혀가고 있었다. 아이티와 발칸반도에서의 지역 분쟁에는 클린턴 대통령이 평화유지군으로 미군을 파견했다. 이것은 세계의 다른 부분에 영향력을 행사하는 것이 미국의 역할인지는 냉전 시대의 논란을 부활시키게 되었다. 미군이 중동에서 계속 주둔하자 해외 이슬람 원리주의자가 습격을 예고했으며, 1993년에 뉴욕 쌍둥이 빌딩인 세계 무역 센터에서 트럭을 폭파시켰다. 또한 해외의 미국 관련 자산에 대해서도 빈번한 공격을 해왔다.
1990년대는 라틴 아메리카와 아시아에서의 이민이 압도적으로 많았고, 다음 세대에서 미국의 인구 구성을 크게 바꾸는 기반을 다졌다. 예를 들어 히스패닉계 주민들이 소수 민족 중 최대 집단으로 아프리카계 미국인을 대신하는 것이었다.

### 인터넷 버블
2000년 상반기에서 2001년에 걸쳐, 인터넷 거품이 터졌다. 인터넷 관련주의 유망성에 관한 과열 양상에 따라 주요 지표가 크게 상승했다. 2000년 3월 10일 NASDAQ이 1년 전에 비해 2배 이상이 올랐고, 고가 5,048.62선까지 기록했다. (최고 값은 5,132.52) 3월 13일 월요일에 촉발된 대량의 매도 주문이 연쇄 반응을 일으키며 투자자, 펀드 등의 기관이 청산에 매달렸다. 3월 10일 약 5,050에서 불과 6일 동안 9% 가까이 NASDAQ 지수가 하락하고 3월 15일에는 4,580선까지 하락했다. 2001년 경, 거품이 가장 빠른 속도로 빠지기 시작했다. 닷컴기업 대부분이 벤처캐피탈을 통해 자사주를 매각한 후 거래를 멈추었고, 또 많은 기업들은 아예 이익을 내지 못했다.
2002년에 GDP 성장률은 2.8%로 올라갔다. 2002년 상반기의 주요 단기 문제는 증시에서의 급격한 하락이었고, 이것은 일부 주요 기업의 의심쩍은 회계 관행의 노출로 불을 촉발된 면도 있었다. 또 다른 문제로는 실업문제가 있었고, 대공황 이후 월간 증가율로는 가장 장기간 증가한 것이었다. 미국은 2003년 9.11 사태 이후의 불황으로부터 벗어나기 시작했지만, 시장의 건전함(GDP 성장 7%)은 6% 이상의 실업률과 결합하여 ‘고용없는 회복’의 상황으로 갔다. 그럼에도 불구하고, 경제 성장은 2008년 초기까지 지속되었고, 실업률은 5% 이하로 떨어졌다.

## 지역 분쟁

### 제1차 이라크 전쟁

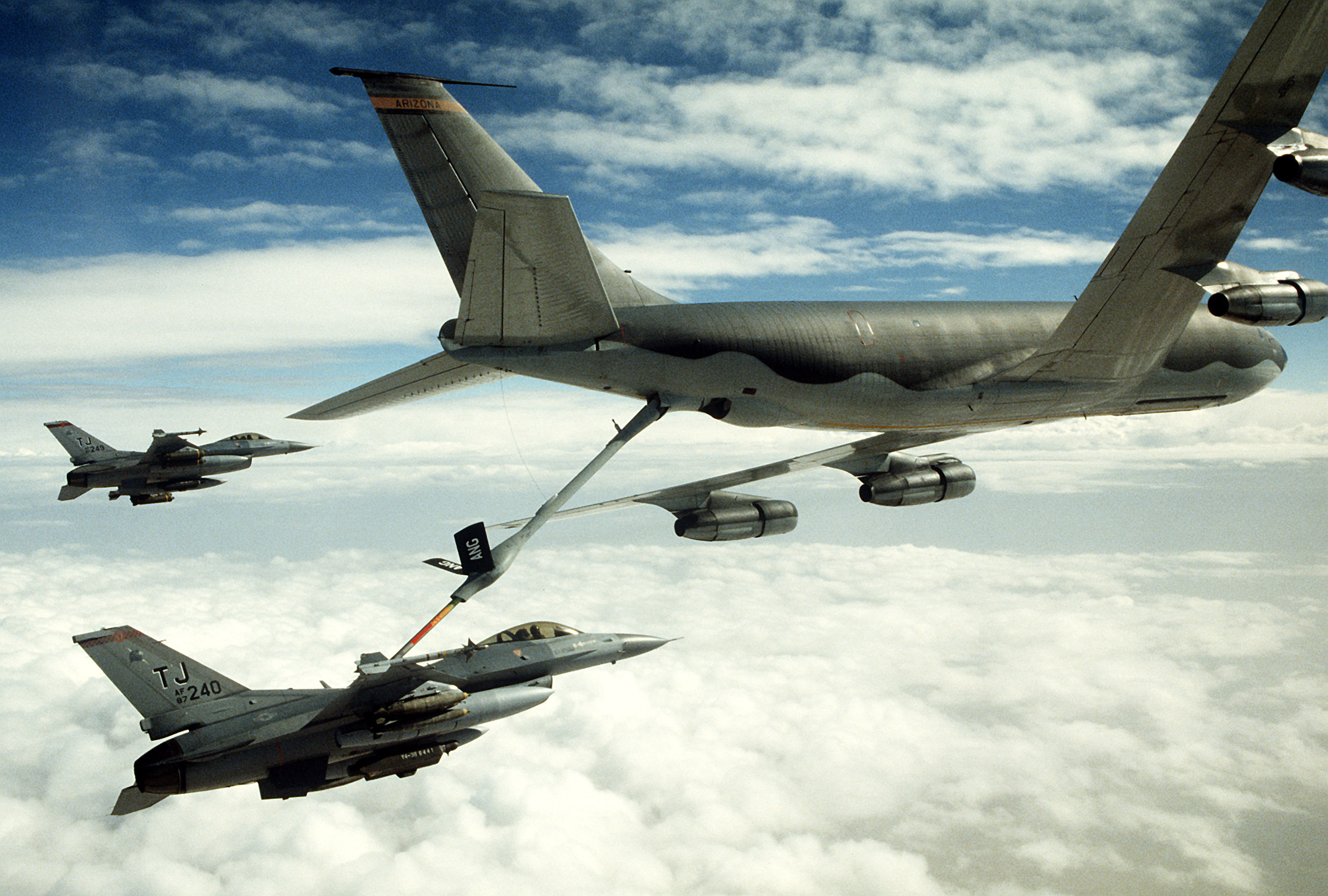
걸프전에서 공중 급유를 받는 F16C

공업화 사회가 석유에 크게 의존하고 있으며, 미국은 그 확인 매장량의 대부분이 중동 국가에 있다는 것을 1973년과 1979년 두 차례의 오일 쇼크를 통해 이해하게 되었다. 1980년대 석유 가격은 실질 기준으로 1973년 이전 수준으로 돌아 있었지만, 석유 소비국, 특히 북미, 서유럽과 일본에게 예기치 않은 결과로 나타났으며, 중동의 주요 산유국의 막대한 매장량 그 지역의 전략적 중요성을 입증했다. 1990년대 초, 석유에 관한 정치적 상황은 1970년대 초기와 마찬가지로 위험한 것이었다.
중동 분쟁이 또 하나 국제 위기를 낳았다. 1990년 8월 2일 이라크가 이웃 나라 쿠웨이트를 19번째 주로 합병하기 위해 침략을 단행했다. 이 침략에 앞서 이라크는 미국 국무부에 쿠웨이트가 경사 시추를 실시하고 있다고 불만을 전하고 있었다. 이것은 몇 년 전부터 계속되고 있던 것이었지만, 이라크는 이때 이란-이라크 전쟁의 빚을 지불하고, 경제 위기를 해결하기 위해 석유 소득을 필요로 하고 있었다. 사담 후세인 대통령은 군대를 쿠웨이트 국경에 포진하여 침략의 의도가 있다는 것을 경고하도록 명령했다. 이라크 주재 미국 대사관 에이프릴 글래스피가 후세인과 긴급 회담을 열었고 그 자리에서 후세인은 대화를 계속할 의지를 밝혔다. 이라크와 쿠웨이트가 최종 협의의 장을 가졌지만, 결렬됐다. 후세인은 이라크군을 쿠웨이트 영내에 보냈다.
미국 당국은 1940년대 이후 미국과 긴밀한 동맹 관계에 있고 석유도 풍부한 사우디와 이라크의 후세인 대통령이 당장 전쟁을 하려는 것을 두려워했다. 유엔은 이라크의 침공을 침략 행위라고 비난했다. 미국 대통령 조지 H. W. 부시는 후세인을 아돌프 히틀러에 비교하며 만약 미국과 국제 사회가 움직이지 않으면, 이러한 침략 행위가 세계 어디서나 일어나게 된다고 선언했다. 유엔 안전보장이사회는 이라크에게 쿠웨이트를 물러날 시한을 주었지만, 사담 후세인은 그것을 무시했고, 안전보장이사회는 군사적 응전을 하기로 결의했다. 전쟁은 1991년 1월에 시작되었고, 미국이 연합국의 주요 세력이 되어 ‘사막의 폭풍 작전’에 참가를 했다. 이라크 군이 2월말 쿠웨이트에서 철수할 무렵, 이라크는 약 2만명의 부대를 잃었고, 일부 정보원에 따르면 약 10만명의 사상자가 났다고 인용하고 있다.

### 소말리아, 보스니아, 코소보, 중동 분쟁

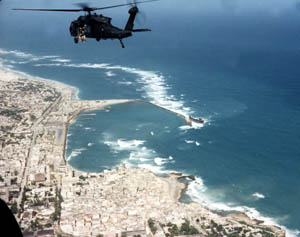
모가디슈 전투에서 소말리아 해안을 정찰하는 미군 헬기

1992년 12월 부시 대통령은 소말리아에 질서를 회복하고, 인본주의적 원조를 하기 위한 UN의 복구희망 작전 부대에 합류하기 위해 부대를 파견했다. 소말리아는 내전과 기근, 군부에 의해 분열된 상태였다. 1993년 여름, 상황이 악화되었다. 1993년 6월 24명의 파키스탄 군인이 살해된 후에, UN은 책임자의 체포와 재판을 요구하는 결의안을 통과시켰다. 새로 선출된 빌 클린턴 대통령의 지도 하에, 미군은 고딕 서펜트 작전에서 모가디슈에 있는 아이디드의 요새에 집중 폭격을 가했다. 1993년 10월, 모가디슈 전투에서 18명의 군인들이 살해 당해고, 84명이 부상을 당했다. 클린턴은 그 지역에서 미군이 철수하도록 명령을 내렸고 1995년에 마지막 철수가 완료되었다. 대통령은 적절한 군대를 파견하지 않은 국방보좌관 레스 애스핀을 해고했다.
1990년대 중반, 미국은 NATO를 통해 보스니아 전쟁에 개입했다. 가장 유명한 것은 1995년 폭격 작전이었으며, 이것으로 1995년 말 전쟁을 끝낸 데이턴 협정이 맺어지게 되었다. 1998년 초에, 그 지역은 유고슬라비아 공화국과 게릴라 집단인 코소보 해방군 사이의 전쟁으로 다시 한번 일촉즉발의 상황이 되었다. 1999년 나토의 폭격 작전이 유고슬라비아를 강타했고, 수백 명의 유고슬라비아군과 민간인을 사망에 이르게 했다. 결과적으로 유고슬라비아는 코소보에서 철수를 했고, 코소보는 독립국이 되었다.
클린턴 대통령은 또한 1996년 이라크에 대한 순항미사일 공격과 1998년 이라크 폭격을 진행하게 했으며, 이것은 쿠르드족 탄압과 유엔 무기 감시관의 제거를 포함한 사담 후세인의 여러 차례 유엔 결의안 위반에 대한 보복 공격이었다. 1998년 작전은 특히 이라크 정부를 동요시켜, 후세인의 권력을 약화시키기 위한 의도였다. 클린턴은 후세인 정권 전복과 민주 정부 수립을 위한 이라크 반대파에 대한 활동 자금을 충당하기 위한 〈이라크 해방법〉에도 서명을 했다.
1990년대를 통해, 미국은 또한 이스라엘-팔레스타인 갈등의 평화 노력에도 능동적인 역할을 했다. 클린턴 대통령과 이스라엘 국무총리 이츠하크 라빈, 그리고 팔레스타인 국무총리인 야세르 아라파트는 회담을 가졌으며, 오슬로 협정이 1993년에 서명되었다. 이 협정으로 평화에 대한 대가로 팔레스타인들에 의한 중동 지역의 팔라스타인 지역 통제에 대한 점진적인 할양을 요구하였다. 그러나 라빈 총리는 1995년에 암살되었고, 2000년경에 캠프 데이비드 정상회의는 새로운 협정을 이끌어내지 못했다.

### 알카에다의 초기 공격
1993년에 오사마 빈라덴이 이끄는 과격파 이슬람 민병대 조직 알카에다와 관련된 고강도 공습이 시작되었다. 1993년 2월 26일, 뉴욕의 세계 무역 센터에서 트럭 폭탄이 폭발하여 6명의 사망자와 1000명 이상의 부상자를 냈다. 이 습격은 노스 타워의 기반을 파괴하려는 시도였으며, 이 건물을 사우스 타워로 쓰려뜨려 두 건물 모두를 파괴하여 수천 명을 살상하려 한 시도였다. 이런 사태가 벌어지지는 않았지만, 폭발은 노스 타워의 하부에 상당한 손실을 입혔다. 1994년 4명이 폭탄을 반입하려 한 혐의로 기소되었으며, 1997년에는 트럭 운전사와 주동자였던 람지 요세프, 두 사람이 동일한 혐의로 기소되었다.
1996년 6월 25일, 알카에다 테러리스트가 미군이 상주하는 사우디아라비아에 있는 복합 건물인 코바 타워즈를 폭파시켜 19명의 미군 군무원 사망자와 300명 이상의 사상자를 발생시켰다.
1998년 8월 7일, 알카에다는 케냐에 있는 미국 대사관을 폭파시켜 12명의 미국인을 포함하여, 224명의 사망자를 냈다. 미국은 아프가니스탄에 있는 테러리스트 훈련 캠프에 순항미사일을 발사하였지만, 광범위한 알카에다 네트워크를 파괴하지는 못했다. 2000년 10월, 알카에다 민병대가 예멘 해안에서 미국 전투선 ‘콜 호’(USS Cole)를 폭파시켜 17명의 사망자를 냈고, 배를 심하게 손상시켰다.

### 9.11 테러

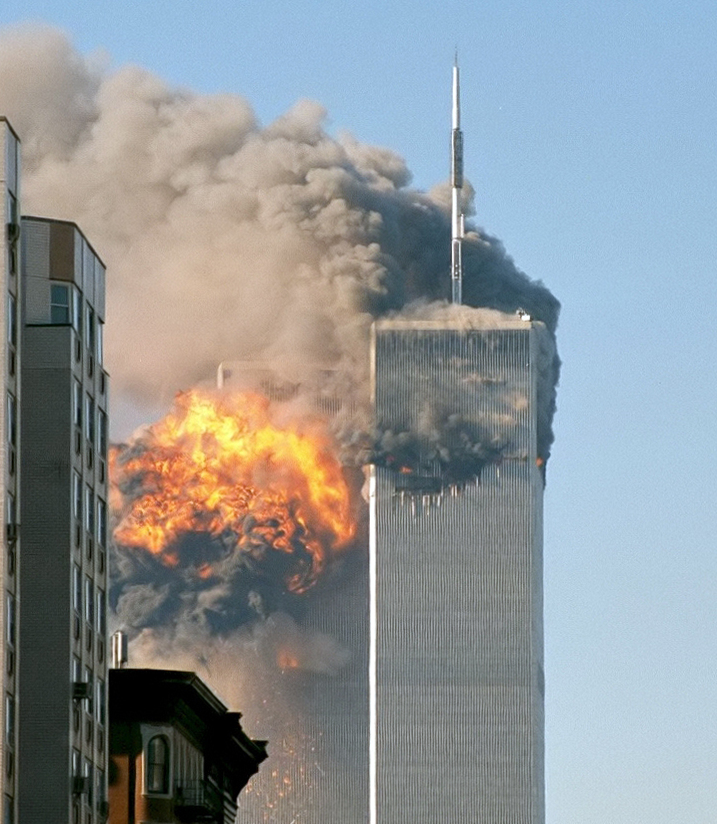
비행기에 의해 남쪽 면이 부딪친 다음의 세계 무역 센터 사우스 타워의 북동쪽 면

2001년 9월 11일 아침, 19명의 알카에다 테러리스트에 의해서 4기의 항공기가 납치되었다.
최초로 납치된 항공기는 아메리칸 항공 11편으로, 8시 46분에 뉴욕 세계무역센터의 노스 타워에 부딪쳤다. 두 번 째 납치된 비행기는 유나이티드 항공 175편으로 20분 후에 사우스 타워를 타격했다. 세 번 째로 납치된 항공기는 아메리칸 항공 77편으로 최초의 타격 50분 후 버지니아 알링턴에 있는 미국방부 건물로 사용되는 펜타곤에 충돌했다.
비행기가 납치되었다는 것을 발견한 뒤에, 유나이티드 항공 93편 항공의 승객은 워싱턴 DC로 향하는 비행기의 통제권을 되찾으려 시도했다. 그러나 납치범으로부터 통제권을 되찾은 후에 펜실베이나아 생크빌 근처의 시골에 추락해서 탑승객 40명 전원이 사망했다. 세계무역센터 두 건물은 비행기와 충돌한 뒤 2시간 이내 붕괴되었다. 초기의 붕괴는 쓰리 월드 트레이드 센터를 붕괴시켰고, 세인트 니콜라스 그리스 정교회 교회당은 당일날 제7 세계 무역 센터(7 WTC)의 붕괴로 파괴되었고, 이어서 4 WTC, 5 WTC, 6 WTC가 붕괴되었다.
9월 11일 납치된 항공기에 탑승한 승객 전원이 사망하였고, 총 2,977명의 인원이 사망하였다. 9.11 테러는 국제적 테러 사건으로는 가장 큰 사망자수를 낸 사건이었다.

### 아프가니스탄 전쟁

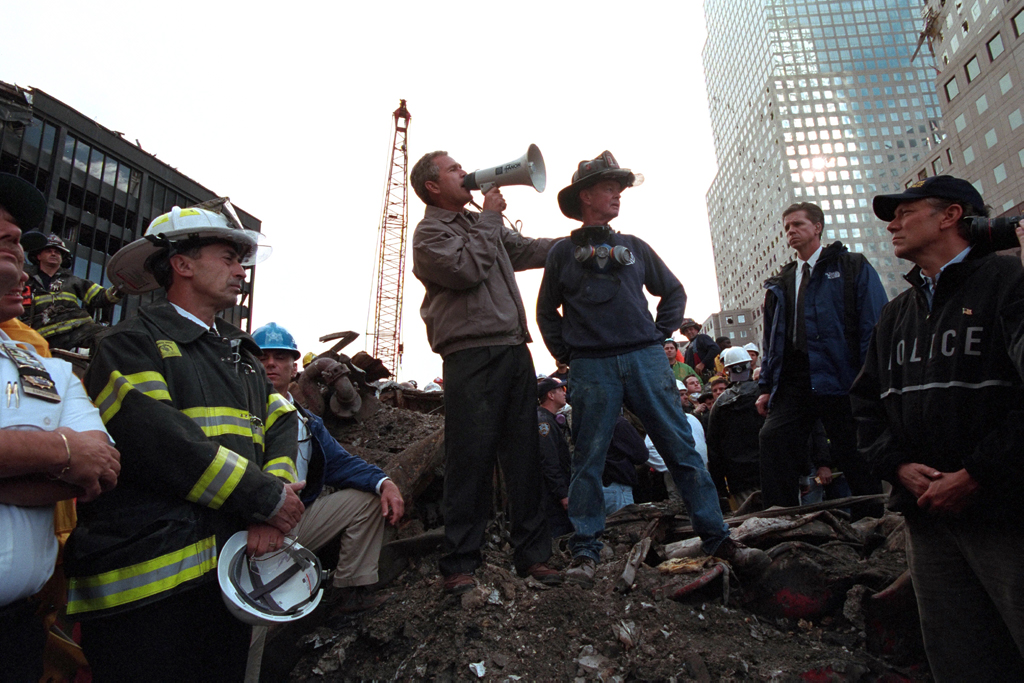
그라운드 제로의 구조대원들 앞에서 연설하는 부시 대통령

9.11 테러 이후, 의회는 테러리스트에 대한 무력사용을 승인했다. 대통령은 “2001년 9월 11일에 발생한 테러 공격을 결심한, 계획한, 승인한, 행한, 원조한 모든 국가, 조직, 개인에 대해 필요한, 그리고 적절한 무력을 동원할 것이다.”라고 단언했다. 이러한 행위는 2001년 아프가니스탄 침공의 결과로 나타났고, ‘전 세계 테러전’으로 확장시켰다. 지속적인 자유 자적(Operation Enduring Freedom)으로 알려진 2001년 침공의 목적은 이슬람 원리주의자 탈레반이 이끄는 집권당 정부를 제거하고, 설립자인 오사마 빈라덴을 포함하여 알카에다 수뇌부를 체포하는 것이었다. 미국의 나토 연합군이 합류해 싸운 침공은 2001년 10월 7일 시작되었으며, 탈레반 정부와 임시 대통령인 하미드 카르자이를 빠르게 전복하였다. 2002년 초 토라보라 전투와 아나콘다 작전의 성공 이후, 미국은 이라크에 집중하기 시작했다. 군사적, 정보원을 아프가니스탄의 테레와의 전쟁으로부터 변경하였다. 미국방부 장관 도널드 럼즈펠드는 2003년 5월 충동 지역에서의 주요 전투는 끝났다고 선언했다. 2004년 로야 지르가와 새로 선출된 대통령 카르자이에 의해 새로운 아프가니스탄 헌법의 승인으로, 아프가니스탄은 2005년 이후 최초의 선거를 30년 만에 치루었다.
2006년 5월경, 22,000명의 미군 부대가 아프가니스탄에 배치되었다. 미국은 국제 안보 지원군(ISAF)에 합류했다. 산악 침공 작전(Operation Mountain Thrust)을 이끌었다. 남부 아프가니스탄에서 탈레반 반란군을 몰아내기 위한 시도로, 1,000명 이상의 반란군과 150 ISAF 부대가 2개월 작전 중에 사망하여 2001년 전쟁 시작 후 가장 많은 사상자를 기록했다. 2006년 10월 아프가니스탄에서 완벽한 안보지원군의 명령에 따라, 미국은 2006년 리가 정상회담에서 전쟁에 대한 유럽 연합국의 커져가는 냉소에 직면했다. 미국과 아프가니스탄의 외교적 관계는 2008년 8월 헤라트주의 아지자바드 공습 이후 금이 가기 시작했고, 이 공습으로 60명의 어린이와 15명의 여성을 포함한 91명의 민간인이 사망했다. 이 공습은 2008년 40% 증가한 민간인 사망으로 인한 부수적 피해에 대한 항의에 불을 붙였다.

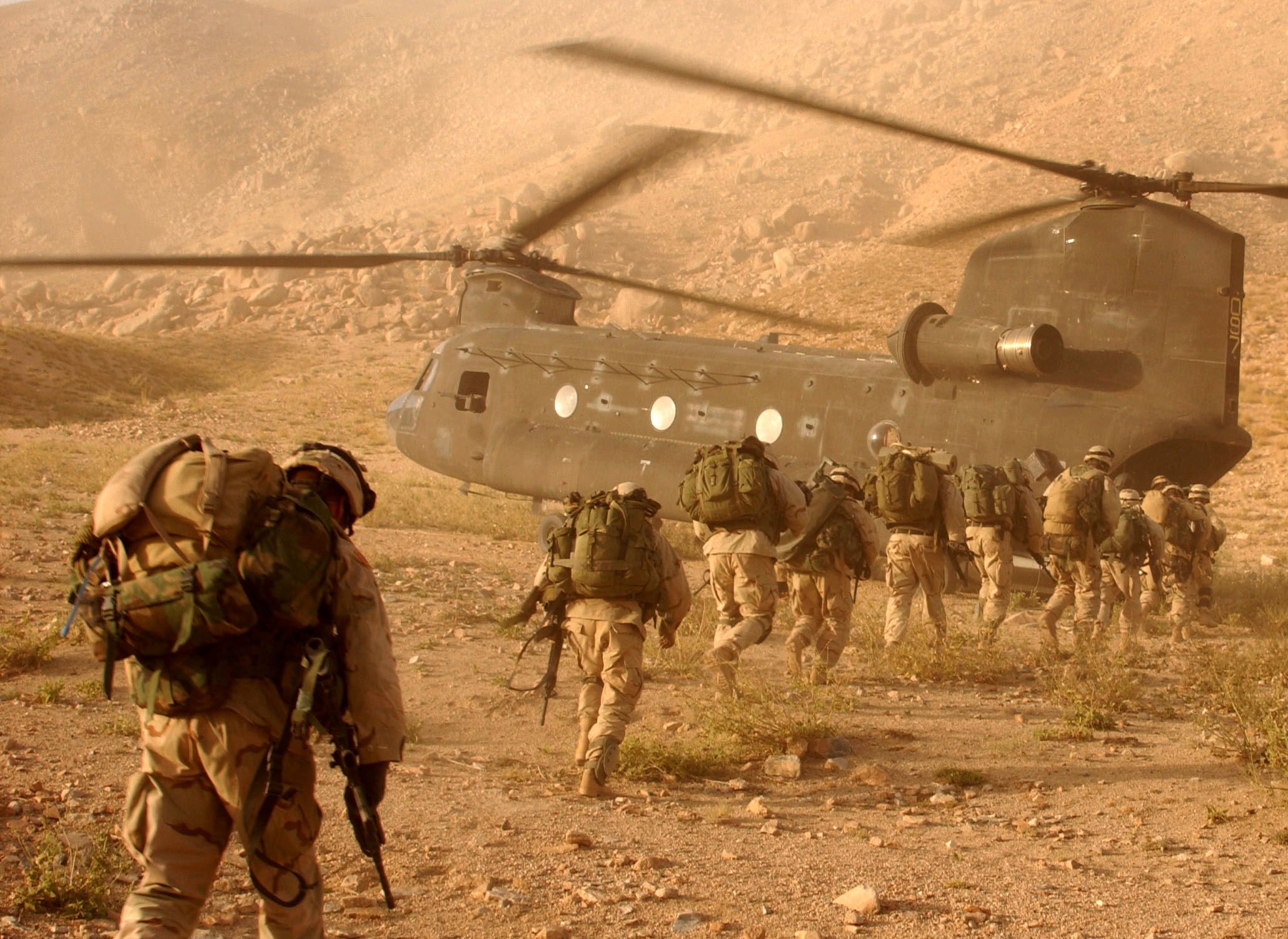
아프가니스탄의 미군

2008년 9월 부시 대통령은 4,500명의 미군 부대를 이라크에서 아프가니스탄 분쟁 지역으로 전환할 것이라고 발표했다. 이후 막 당선된 버락 오바마 대통령이 2009년 2월 미군이 아프가니스탄에 17,000명 더 배치될 것이라고 발표했다. 오바마 행정부는 또한 2010년 여름에 3만 명의 미군이 추가로 배치될 것이며, 2011년 7월에는 총 10만에 이르는 미군이 철수를 시작할 것이라는 성명을 발표하였다. 효율적인 증원으로, ISAF는 헬만드주에서 탈레반 반군을 제거하기 위한 모쉬타락 작전을 실행했다. 이 작전은 15,000명의 부대로 구성된 최대의 연합 작전이 되었다. 2010년 미군 장성이자, ISAF 사령관이었던 스탠리 매크리스털이 롤링스톤 매거진을 출판한 후에, 오바마 행정부 관리들에 대한 논쟁을 불러일으키는 발언을 한 후 매크리스털은 그의 직위에서 물러나야 했다. 오바마 대통령은 그 후 ISAF가 데이비드 퍼트레이어스 장군이 후임을 맡을 것이라고 발표했다.
2011년 5월 1일, 버락 오바마 대통령은 알카에다 지도자 오사마 빈라덴을 파키스탄 아보타바드의 은신처에서 사살한 작전을 수행했다고 발표했다. 이 발표는 전 세계적인 찬사를 이끌어냈으며, 동시에 타임스쿼어 그라운드 제로에서 그리고 백악관 외부에서의 축하 행사를 벌였다. 그러나 이 공습으로 미국과 파키스탄 사이의 외교 관계의 긴장을 불러왔다. 미군의 드론에 의한 폭격으로 민간인이 사망했고, 24명의 파키스탄 군무원들이 사망한 2011년 나토 공습과 아프가니스탄 주변국에서의 나토 보급선으로, 테러 전쟁에 대한 결과로서 미국 파키스탄의 관계는 균열이 발생했다.
2011년 중반 오바마 대통령은 2010년에 추가 배치되었던 증원군 33,000명의 철수를 시작한다고 발표했다. 2011년 12월, 1차로 10만의 부대가 철수했고, 이후 2012년 9월 2차로 23,000명의 부대가 철수를 했다.
2013년 8월 기준으로, 아프가니스탄 전쟁으로 전체 2,255명의 미군이 사망하고, 18,886명이 부상을 당했다. 브라운 대학교 국제 문제 왓슨 연구소의 추산에 따르면 16,725명에서 19,013명 사이의 아프가니스탄 민간인들이 전쟁으로 사명했다고 추정하고 있다.

### 제2차 이라크 전쟁

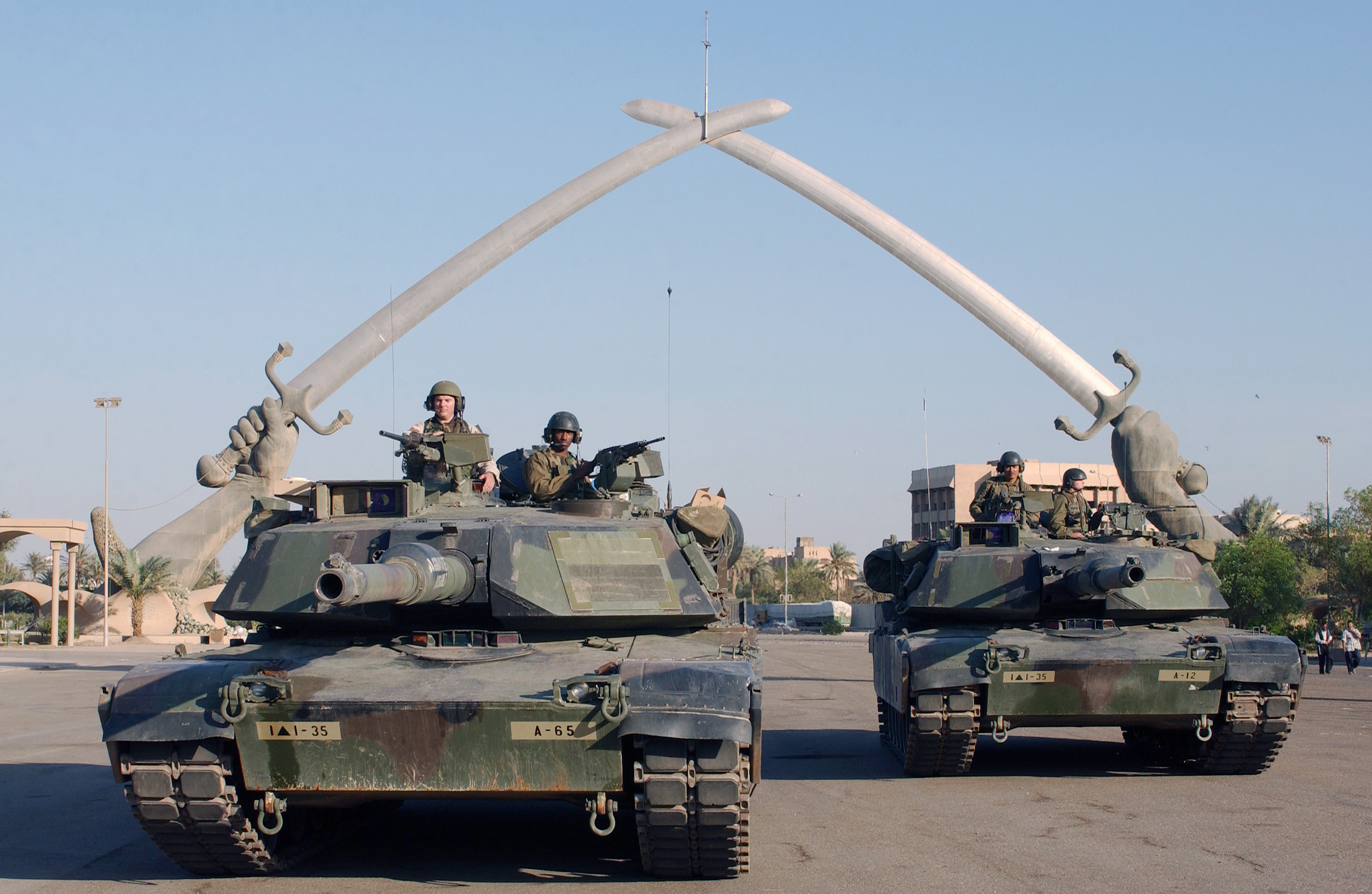
M1A1 에이브러햄 전차가 이라크 바그다드 승리의 손 광장에서 포즈를 취하고 있다.

조지 W. 부시 대통령은 2002년 1월 연두교서에서 이란, 이라크와 북한을 ‘악의 축’이라고 선언했으며, 이들 국가가 테러를 지원하고 대량 살상 무기를 얻으려고 하고 있다고 규탄했다. 부시 행정부는 사담 후세인이 테러를 지원하고, 1991년 유엔 정전 결의안에 위배하여 생물무기, 화학무기와 핵무기를 소유하고 있다고 비난하며 이라크 침공 의도를 공개적으로 내비췄다.
미국의 동맹국에는 인도, 일본, 터키, 뉴질랜드, 프랑스, 독일과 캐나다가 포함되어 있었지만, 부시 대통령이 말하는 전반적인 침공을 정당화할 만한 충분한 증거가 있다고는 생각하지 않았다. 특히 아프가니스탄에서 여전히 군대가 필요한 상황이었다. 유엔 안전보장이사회는 이라크 침공을 승인하지 않았고, 그러므로 미군이 이라크 침공의 주체가 되었다. 미군의 주요 협력 국가로는 영국, 호주, 폴란드, 스페인과 이탈리아가 있었다. 2003년 3월 20일 이라크 침공이 시작되었다.
연합군과 이라크 군의 전투가 6주간 계속된 후 연합군은 이라크 국내의 중요 지역을 점령했다. 사담 후세인이 궁전에서 탈출하면서, 이라크 통치는 분명히 끝났다. 5월 1일 부시는 "임무는 달성되었다"라고 쓰여진 간판 아래에서 지상의 주요 전략은 끝났다고 선언했다. 후세인의 아들들, 쿠사이와 우다이는 미군에 의해 살해되었다. 사담 후세인 자신도 12월에 체포되어 형무소에 수용되었다. 그래도 이라크 반군과의 교전은 계속되고 있었고, 2004년 미국 대통령 선거가 끝나도록 계속 확대되었다.
이라크 침공에 따른 희생자 수가 증가하고 침공과 재건 비용은 2,000억 달러로 추산되었으며, 주요 작전의 종결이 선언된 이후 미국 내 지지자 약 3분의 1을 잃어버리게 되었다. 최근 여론 조사에서는 미국에 대한 국제적 불만은 전례없을 정도로 높아졌으며, 유럽 사람들 대다수는 미국이 너무 강대해져서 자국의 이익을 위해서만 행동하고 있다고 생각했으며, 이슬람 국가의 대다수도 미국이 오만하고 호전적인 이슬람을 증오하고 있다고 생각하고 있었다.
이라크 상황이 점차 어려워지자, 정책 입안자들은 새로운 대안을 찾기 시작했다. 이 때문에 제임스 베이커와 리 해밀턴을 중심으로 하는 초당파 위원회인 이라크 연구 그룹이 형성되었다. 이 집단은 다양한 제언을 했다. 그중에서도 눈에 뛴 것은 이라크 미군 주둔 병력의 삭감을 요구한 것, 이웃과 참여를 요구한 것, 또 이스라엘과 팔레스타인과 같은 지역 분쟁을 해결함으로써 큰 관심을 이끌어 내도록 하는 것 등이었다. 그러나 이 제언은 대체로 무시되었고, 미군에 의한 이라크의 직접 참여가 오늘날에도 계속되고 있다.

## 국내 테러
1990년대와 2000년대는 일부 국내 테러도 있었다. 대부분의 경우 연방 정부와 대기업의 움직임이나 미국 사회의 다른 측면에 불만을 품은 자에 의한 범행이었다. 1970년대와 1980년대는 미디어에서 "유나보머"(The Unabomber)라고 불린 정체불명의 사람이 학자와 항공 산업의 인물에 우편물 폭탄을 보내고 있었다. 한때 중지를 했다가도 1993년부터 또 열심히 우편 폭탄을 보내게 되었다. 그 대상은 목재 산업과 석유 산업의 대표자 등 대기업으로 확대되었다. 1990년대 중반에 2명이 살해되었고, FBI의 치열한, 엄청난 비용을 투입한 수사에, 전국 미디어의 협력으로 시어도어 카진스키가 범인으로 밝혀져 체포되었다. 카진스키는 종신형을 선고 받았다.
1995년 4월 19일 오클라호마 오클라호마시티의 알프레드 P. 뮐러가 연방 정부 건물 밖에서 트럭 폭탄을 폭발시켜 168명이 사망하고 600명 이상 부상을 입혔다. 이 폭파 사건은 미국 내 테러로서는 최대의 규묘였으며, 연방 정부 건물의 안전성을 철저하게 향상시킨 계기가 되었다. 이 사건의 범인 티모시 멕베이는 반정부 무장단체 게릴라였으며, 와코 포위 사건이나 루비 릿지 사건으로 연방 정부에 대한 보복을 정당화 시키려 하였다. 멕베이는 특히 연방 정부 공무원을 대상으로 하려고 했지만, 많은 무고한 시민이 연루되었고, 그중에는 19명의 아이들도 포함되어 있었다. 멕베이는 2001년에 사형이 집행되었으며, 공범 테리 니콜스는 종신형을 선고 받았다.
1996년 7월, 조지아주 애틀랜타의 100주년 기념 올림픽 공원에서 개최된 하계 올림픽 기간에 수제 폭탄이 폭발해 2명이 사망하고, 100명 이상이 부상했다. 이 사건 이후에는 2개의 낙태 진료소와 하나의 동성애 나이트클럽에 유사한 공격이 있었다. 2003년, 용의자 에릭 로버트 루돌프가 체포되었고, 2005년 종신형을 선고 받았다.
2001년 9.11 테러 사건 이후 며칠 후 유명한 화재 인물이나 공무원 등 몇 사람에 탄저균을 넣은 우편물이 배달되었다. (미국 탄저균 사건). 이 사건으로 5명이 사망했고, 17명이 감염되었다. 이 바이오 테러는 당초 국제 테러 조직 알카에다에 의한 것으로 예상되었지만, 2008년에 브루스 에드워드 아이빈스는 메릴랜드주 과학자에 의한 범행임이 밝혀졌다. 아이빈스는 고발되기 전에 자살했다.

## 사회 폭력
1990년대 초, 미국의 폭력 범죄율이 갈수록 증가해지고, 1993년경부터 꾸준히 감소하기 시작했다. 그래도 마약 문제와 인구 증가로 미국의 범죄는 계속 증가하고 있었다.
1992년 로스앤젤레스 폭동 사건이 일어났다. 이 사건은 로스앤젤레스 경찰국 경찰관 4명이 흑인 운전자 로드니 킹을 구타한 사건에 대해 법원이 무죄를 선고한 후에 발생했다. 이 폭동은 로스앤젤레스에서 주로 흑인이나 히스패닉 거주자가 많은 중남부에서 일어났다. 50명 이상이 사망하고 2000명 이상이 부상을 당했다. 이 폭등에서 레지날드 데니와 피델 로페즈는 사나운 폭도들에게 맞아서 사망 직전까지 갔다. 3,600 곳이 불에 탔으며, 1,000개 이상의 건물이 파괴되고 광범위한 약탈이 일어났다. 전체 피해액은 10억 달러에 달했다. 조지 H. W. 부시 대통령은 이 폭동을 비난하며, 캘리포니아 주지사 피트 윌슨과 로스앤젤레스 시장 토머스 브래들리와 함께 질서 회복에 노력했다. 외출금지령이 내렸고, 경찰이나 소방관 외에 4,000명의 방위군이 동원되었다.
1990년대 후반부터 2000년대에 걸쳐 많은 학교 난사 사건이 국내를 뒤흔들었다. 피해자가 많은 유명한 사건으로는 1998년의 웨스트사이드 중학교 총기 난사 사건, 1999년 콜럼바인 고등학교 총기 난사 사건, 2005년의 레드레이크 고등학교 총기 난사 사건, 2006년 아미쉬 학교 총기 난사 사건, 2007년 버지니아 공대 총기 난사 사건 및 2008년 노던 일리노이 대학 총기 난사 사건, 2012년 샌디훅 초등학교 총기 난사 사건이 있었다. 이 사건으로 인해 총기 소유에 관한 정치 문제와 미디어의 공격에 관한 논쟁에 불이 붙었고, 정신 건강, 학교의 안전과 왕따 대책에 대한 관심이 높아졌다.
수도 워싱턴의 도시 지역이 벨트웨이 저격수 사건이 강타했다. 이것은 2002년 10월 한 달 동안 워싱턴 DC 지역의 시민과 연방 직원이 지속적으로 저격을 당한 사건이었다. 이 사건에서 10명이 살해되고 3명이 부상했다. 용의자 존 앨런 무하마드와 리 보이드 말보가 2002년 10월 24일에 체포되어 1년 후에 처벌을 받았다. 무하마드는 사형, 말보는 종신형을 선고 받았다.
2009년 11월 텍사스 킬린의 후드 요새 총기 난사 사건이 발생했다. 이 사건에서 미국 육군 소령 니댈 맬릭 하산이 동료 군인 13명을 사살하고 30명에게 부상을 입혔다. 하산이 이슬람교도 자손이었기 때문에 이 사건은 테러라고 생각했지만, FBI는 테러 조직에 의해 실행된 가능성을 부정했다.

## 자연 재해
1992년 8월 24일 카테고리 5의 허리케인 앤드류가 플로리다 남부에 산사태를 일으켜 마이애미 남부 교외 홈스테드, 켄달, 커틀러 리지 등의 마을을 파괴했다. 이틀 후 같은 허리케인이 루이지애나의 인구가 희박한 지역에서 다시 산사태을 일으켰지만, 플로리다 정도의 피해는 모면했다. 이 태풍으로 직접 사망 26명, 간접적으로는 39명이 사망했다. 피해 총액은 260억 달러에 달했으며, 당시는 미국 사상 최대의 피해액이 되었다. 이 태풍 때 연방 정부의 대응이 늦었기 때문에 조지 H. W. 부시 대통령의 국내 문제에 대한 대응력 이미지에 상처가 났으며, 또한 가난한 주택 사정으로 재해를 커진 것 등 많은 논란이 있었다.

## 인재

딥워터 호라이즌 유정에서 발생한 원유 유출사건은 미국 역사상 최악의 환경재앙을 초래했다.

2003년 2월 1일 발사된 우주왕복선, 컬럼비아 호가 대기권 진입하는 도중에 분해되었고, 부품은 텍사스와 루이지애나 상공에 흩어졌다. 이 사고로 우주 비행사 7명이 전원이 사망했다. 사고의 원인은 발사 때 발포단열재의 일부가 부서져, 이것이 셔틀에 맞아 구멍을 내었고, 대기권 재진입을 할 때 고온가스를 셔틀에 끌어들여 발생한 사건이었다. 이 재해 이후 우주왕복선 계획은 29개월 동안 중단되었고, NASA는 사고 원인을 조사하여 재발 방지책을 만들었다.
2010년 4월 20일 멕시코만 루이지애나 연안에서 해양 석유 시추 장비 ‘딥워터 호라이즌’이 폭발했다. 수십 명의 작업자가 불길 속에서 탈출했고, 구명 보트와 헬리콥터로 구출되었지만, 11명이 사망하고 17명이 부상당했다. 장비는 36시간동안 타오르다가 침몰했다. 4월 24일 손상된 유정에서 급속하게 원유가 멕시코만으로 누출되는 것을 발견했다. 약 90일 동안 매일 수만 배럴 (1배럴은 159리터)의 원유가 유출되어, 미국 역사상 최대의 원유 유출 사고가 되었다. 유정은 7월 중순에 봉쇄되었고, 유출은 멈췄지만, 유정에 뚜껑을 대체하여 유정을 만드는 작업을 하고 있다. 해안을 보호하기 위해 많은 노력이 기울여졌지만, 이 누출로 멕시코 만 국가의 환경과 경제에 막대한 영향을 주었다. 오바마 행정부는 장비 소유자 브리티시 페트롤리엄(BP)에 해안 청소 비용을 모두 부담하도록 명령했다. 그 비용은 수백억 달러에 달할 것으로 추산되고 있다. 이 사고로 미국 오바마 행정부와 BP에 대한 대중의 평가가 하락되었고, 유출된 원유에 대한 대응이 나빴기 때문에 BP는 최악의 평가를 받았다.

## 정치

### 조지 H. W. 부시 행정부
1989년 1월 20일 취임하여, 1993년 1월 20일까지 4년간 대통령직을 수행했다. 대통령에 취임한 후, 1989년 12월 파나마 대통령 마누엘 노리에가가 마약 퇴치를 위해 파견된 미국군인을 살해하는 사건이 일어나자 파나마를 침공, 이틀 만에 점령하고 노리에가를 1990년 1월 3일 재판대에 세워서 그에게 30년형을 내리게 했다(뒤에 감형되었다). 그는 부통령과 대통령 재임기에 대한민국을 방문하였고, 퇴임후에도 몇 차례 방문하였다.

### 클린턴 행정부
조지 H. W. 부시 대통령은 걸프전의 성공으로 높은 대통령 지지율을 유지하고 있었다. 그러나 경기 침체와 선거 공약을 어긴 것은 평판을 떨어뜨렸고, 지지율은 80%대에서 40%대 초반 심지어 30%대 후반까지 떨어졌다. 부시가 정치적 딜레마에 빠진 가운데, 빌 클린턴은 삼파전이 된 1992년 미국 대통령 선거에서 투표율 43%를 획득해, 38%를 얻은 부시와 19%를 얻는데 그친 제3 후보 로스 페로를 물리치고 당선되었다. 페로는 양대 정당에 대한 유권자의 불만에 호소했고, 양당에서 거의 반반 씩 표를 빼앗았지만, 선거인단표를 획득하는 데까지는 이르지 못했다. 페로가 19%를 달성하면서 다음 1996년 선거에서는 그의 개혁당은 연방 선거위원회의 매칭 펀드(대선 자금 공적 보조 제도)를 얻을 수 있게 되었다. 다음 1996년 선거에서도 다시 삼파전을 치룰 수 있는 기반을 다졌다.
클린턴은 미국 역사상 가장 젊은 대통령으로 취임했고, 베이비 붐 세대로서는 최초의 대통령이 되었다. 클린턴은 많은 국내 문제 해결에 초점을 맞추고, 해결하기 위해 노력했고 취임 시에 높은 기대감을 가지게 했다. 하지만 곧 지명한 장차관급 인사에서 개인 경력에 관한 논란이 일었고, 정치적인 대립에 의해 동성애자가 미군에서 복무하는 것을 인정하겠다고 선언한 것도 뒤집어 버렸다.

## 같이 보기
- 미국 역사 연표